# لامونت بورنس
لامونت بورنس (بالإنجليزية: Lamont Burns)‏ هو لاعب كرة قدم أمريكية أمريكي، ولد في 16 مارس 1974 في غرينزبورو في الولايات المتحدة.

## وصلات خارجية
- لامونت بورنس على موقع مرجع كرة القدم المحترفة.كوم (الإنجليزية)